# Halowe Mistrzostwa Świata w Lekkoatletyce 2003 – bieg na 1500 m kobiet
Bieg na 1500 m kobiet – jedna z konkurencji rozgrywanych podczas halowych mistrzostw świata w lekkoatletyce w 2003. Eliminacje odbyły się 15 marca, a finał został rozegrany 16 marca.
Do eliminacji zgłoszonych zostało 27 zawodniczek z 17 państw.
Zawody w tej konkurencji wygrała reprezentantka Stanów Zjednoczonych Regina Jacobs. Drugą pozycję zajęła zawodniczka z Wielkiej Brytanii Kelly Holmes, trzecią zaś reprezentująca Rosję Jekatierina Rozenberg.

## Wyniki

### Eliminacje
Źródło: 
Bieg 1
| Miejsce | Zawodniczka           | Państwo           | Wynik   | Uwagi |
| ------- | --------------------- | ----------------- | ------- | ----- |
| 1.      | Iryna Liszczynśka     | Ukraina           | 4:10,28 |       |
| 2.      | Jekatierina Rozenberg | Rosja             | 4:10,28 |       |
| 3.      | Lidia Chojecka        | Polska            | 4:10,51 |       |
| 4.      | Judit Varga           | Węgry             | 4:12,48 |       |
| 5.      | Abir Nakhli           | Tunezja           | 4:13,83 | NR    |
| 6.      | Sarah Schwald         | Stany Zjednoczone | 4:14,13 |       |
| 7.      | Hayley Ovens          | Wielka Brytania   | 4:15,25 |       |
| 8.      | Aurélie Coulaud       | Francja           | 4:16,72 |       |
| 9.      | Maria Lynch           | Irlandia          | 4:21,44 |       |

Bieg 2
| Miejsce | Zawodniczka          | Państwo         | Wynik   | Uwagi |
| ------- | -------------------- | --------------- | ------- | ----- |
| 1.      | Alesia Turawa        | Białoruś        | 4:09,93 |       |
| 2.      | Kelly Holmes         | Wielka Brytania | 4:09,99 |       |
| 3.      | Natalja Goriełowa    | Rosja           | 4:10,17 |       |
| 4.      | Maria Cioncan        | Rumunia         | 4:14,52 |       |
| 5.      | Emmanuelle Bossert   | Francja         | 4:15,82 |       |
| 6.      | Salwa Aziza          | Maroko          | 4:16,53 | PB    |
| 7.      | Konstandina Efendaki | Grecja          | 4:17,15 |       |
| 8.      | Sonja Roman          | Słowenia        | 4:18,09 |       |
| 9.      | Eva Arias            | Hiszpania       | 4:21,58 |       |

Bieg 3
| Miejsce | Zawodniczka         | Państwo           | Wynik   | Uwagi |
| ------- | ------------------- | ----------------- | ------- | ----- |
| 1.      | Regina Jacobs       | Stany Zjednoczone | 4:09,07 |       |
| 2.      | Elena Antoci        | Rumunia           | 4:09,34 | SB    |
| 3.      | Hasna Benhassi      | Maroko            | 4:09,37 |       |
| 4.      | Kutre Dulecha       | Etiopia           | 4:09,65 |       |
| 5.      | Nela Neporadna      | Ukraina           | 4:10,77 |       |
| 6.      | Zulema Fuentes-Pila | Hiszpania         | 4:12,03 | PB    |
| 7.      | Fatima Anwar        | Tunezja           | 4:18,45 |       |
| 8.      | Anna Jakubczak      | Polska            | 4:18,56 |       |
| –       | Niusha Mancilla     | Boliwia           | DNS     |       |

### Finał
Źródło: 
| Miejsce | Zawodniczka           | Państwo           | Wynik   | Uwagi |
| ------- | --------------------- | ----------------- | ------- | ----- |
| 01 !    | Regina Jacobs         | Stany Zjednoczone | 4:01,67 | CR    |
| 02 !    | Kelly Holmes          | Wielka Brytania   | 4:02,66 | NR    |
| 03 !    | Jekatierina Rozenberg | Rosja             | 4:02,80 |       |
| 4.      | Natalja Goriełowa     | Rosja             | 4:06,18 |       |
| 5.      | Iryna Liszczynśka     | Ukraina           | 4:07,19 | PB    |
| 6.      | Elena Antoci          | Rumunia           | 4:07,44 | SB    |
| 7.      | Alesia Turawa         | Białoruś          | 4:08,20 |       |
| 8.      | Hasna Benhassi        | Maroko            | 4:09,03 |       |
| 9.      | Kutre Dulecha         | Etiopia           | 4:11,15 |       |